# Масакр у Ваташи
Масакр у Ваташи починили су бугарски војници 16. јуна 1943. године, стрељајући 12 омладинаца, чланова СКОЈ-а, из села Ваташе. Стрељање је извршено код села Моклиште, атар Чаир, 12 километара далеко од Ваташе. Масакр је наредио Љубен Апостолов, заповедник 53. велешког пешадијског пука Пете бугарске армије.

## Масакр
Од пролећа 1943. године борбена активност партизанских јединица Треће оперативне зоне толико је постала интензивна да су у ту регију била упућена три бугарска пука и полицијски одреди. Они су под командом пуковника Апостолова од 7. до 16. јуна 1943, извршили офанзиву која није захватила само партизане него и цивилно становништво. Ови погроми доживели су кулминацију 16. јуна, када је на рођендан престолонаследника Симеона II стрељано 12 омладинаца. Дан пре, разглашено је да нико не мора да иде на посао, јер ће поводом прославе рођендана бити организована парада у Кавадарцима. Ујутро 16. јуна бугарски војници окружили су Ваташу.
Рано ујутро, у локалну кафану је приведена неколицина омладинаца и омладинки из села на испитивање. Сви су они били скојевци који су потајно помагали партизанима, али их је неко одао. У кафани су били испитивани и злостављани како би признали помагање партизанима. Након испитивања су ослобођени један дечак и девојка, док су преосталих 12 омладинаца и 4 девојске остали оптужени за помагање НОП-у. Након тога их је војска натерала да пешаче до Моклишта. Рекли су им да их воде на фотографисање за досије, нису им рекли ништа о стрељању.
Најстарији у колони, Васо Хаџијорданов (28) слутио је да се спрема нешто лоше, па је код атара званог Чаир, почео да бежи. Издано је наређење да се пуца и тако је 12 омладинаца остало да лежи мртво. Ипак, нису сви војници хтели да пуцају (већина припадника војске били су регрутовани млади Македонци, а полиција састављена од локалног кадра; и сам Апостолов је био пореклом из Криве Паланке). Четири девојке (Мара Хаџи Јорданова, Стева Ампова, Павлина Касапинова и Ката Ицева) такође су почеле да беже. Међутим, полицијски поручник Оперков супротставио се поручнику Костову који је хтео да пуца на њих, а у спречавању га је подржао капетан Борис Жеглов. Војници су вратили девојке натраг у село, док су забранили да се тела убијених омладинаца врате у село. Закопани су на месту стрељања.

## Суђење кривцима
Две године након овог догађаја, Народни суд НР Македоније осудио је на смрт руководиоце акције: пуковника Љубена Апостолова, капетана Бориса Жеглова, поручника Костова и подофицира Петка Опрекова. Њих је нова бугарска влада Димитрова предала југословенским властима да им се суди као фашистима. Апостолов је признао кривицу за све остале злочине за које је био одговоран током рата, али за ваташки масакр је одбио оптужбу наводећи да је на списку омладинаца стајало да су они били партизани заробљени у шуми, а не извучени из сопствених домова.

## Спомен на убијене
После рата, на месту где су омладинци стрељани подигнут је мален споменик. Њихови остаци су ускоро били ексхумирани и пренесени на друго место. Трећи пут су 1963. године коначно пресељени на место где се данас налази споменик.
Спомен-костурница је свечано откривена 11. октобра 1961. године. Место стрељања уређено је као спомен-парк површине 7 ha, а унутар њега је посађено 12 јаворова који симболизују 12 стрељаних омладинаца. Догађај је опеван у песми „Ми заплакало селото Ваташа“.

## Списак стрељаних
Стрељани су:
| - Перо Илов (15 год.) - Ванчо Гурев (19 год.) - Данко Давков (18 год.) - Илија Димов (18 год.) - Ристо Гондев (18 год.) - Блаже Ицев (20 год.) | - Пане Мешков (18 год.) - Герасим Матаков (18 год.) - Ферчо Попђорђијев (26 год.) - Васо Хаџијорданов (28 год.) - Диме Чекоров (20 год.) - Панде Џунов (18 год.) |